# Lampião, o Rei do Cangaço
Lampião, o rei do cangaço é um filme brasileiro de 1964, do gênero aventura, dirigido por Carlos Coimbra. O roteiro é baseado nos livros Lampião, o Rei do Cangaço de Eduardo Barbosa, e Capitão Virgulino Lampião de Nertan Machado.

## Sinopse
O filme conta a história de Virgulino Ferreira da Silva, conhecido como Lampião, que liderou um bando de cangaceiros através dos estados do nordeste do Brasil, e que era respeitado e considerado um herói pelos pobres locais.

## Elenco
- Leonardo Villar ... Lampião
- Vanja Orico ... Maria Bonita
- Milton Ribeiro
- Dionísio Azevedo ... João de Mariano
- Glória Menezes ... Açucena
- Geraldo Del Rey
- Antonio Pitanga
- Sadi Cabral
- Marlene França ... Das Dôr (Maria das Dores)
- Roberto Ferreira
- José Policena